# Alfred Packer
Alfred G. „Alferd“ Packer (* 21. Januar 1842 in Allegheny County, Pennsylvania; † 23. April 1907 in Deer Creek, Colorado) war ein amerikanischer Kannibale. Zunächst angeklagt wegen Mordes wurde er schließlich wegen Totschlags zu vierzig Jahren Haft verurteilt.

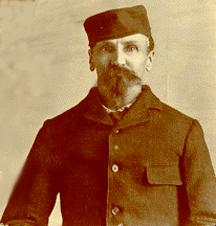
Alfred Packer im Gefängnis (1874)

## Leben
Packers Eltern waren James Packer und seine Gattin Esther, geborene Griner. Ursprünglich wollte er Schuster werden, doch der amerikanische Bürgerkrieg kam dazwischen. Während des Sezessionskrieges diente er ab April 1863 kurzzeitig in der Infanterie der Nordstaaten. Acht Monate später wurde er wegen Epilepsie ausgemustert. Er versuchte nochmals, in einer anderen Einheit aufgenommen zu werden, wurde allerdings aus demselben Grund entlassen. Schließlich versuchte er sein Glück als Prospektor.
Im November 1873 gehörte er einer Gruppe von 21 Männern an, die Provo (Utah) verließen, um in Breckenridge (Colorado) Gold zu suchen. Gegen ausdrücklichen Rat brachen Packer und fünf weitere Männer am 9. Februar nach Gunnison auf. Außer Packer gehörten Shannon Wilson Bell, James Humphrey, Frank „Reddy“ Miller, George „California“ Noon und Israel Swan zur Gruppe.

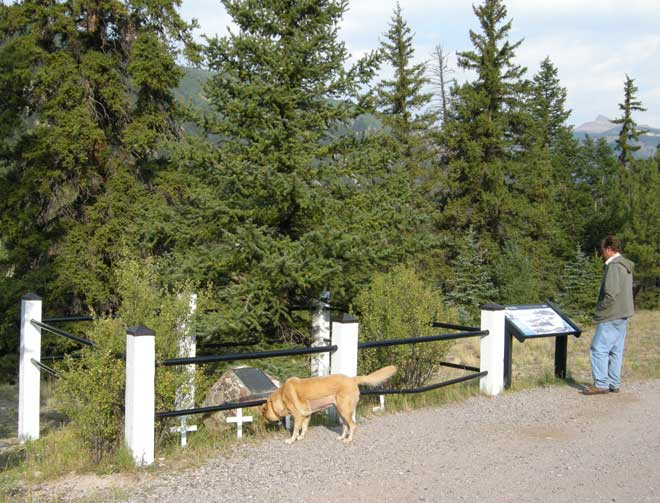
Mahnmal für Packers Opfer am Schauplatz des Verbrechens südwestlich von Lake City, Colorado.

Sie verliefen sich hoffnungslos und wurden in den Rocky Mountains eingeschneit. Packer, der nach 66 Tagen als einziger Überlebender gesünder ausgesehen haben soll als eigentlich möglich, machte mehrere verschiedene Aussagen: Zunächst behauptete er, mit Kaninchen und Hagebutten überlebt zu haben, wurde dann aber mit der Tatsache konfrontiert, dass er recht viel Geld und persönliche Besitztümer seiner Gefährten bei sich getragen hatte. Daraufhin gab er an, dass einer nach dem anderen gestorben und darauf jeweils von den Überlebenden verspeist worden sei. Zuletzt gab er an, von einer Erkundungstour zurückgekehrt Shannon Bell dabei ertappt zu haben, wie er Menschenfleisch briet. Weil Bell ihn mit einem Beil angegriffen habe, habe Packer diesen erschießen müssen. Er bestand darauf, dass Bell den Verstand verloren und die anderen ermordet habe. Er selbst habe auch nur mit Menschenfleisch überlebt.
Am 16. April 1874 erreichte Packer allein die Los Pinos Indian Agency bei Gunnison. Er verbrachte viel Zeit im Saloon, wo er einige Mitglieder der ursprünglichen Gruppe traf. Er berief sich auf Notwehr, doch wurde ihm nicht geglaubt.
Packer unterschrieb am 5. August ein Geständnis und kam ins Gefängnis von Saguache (Colorado), aus welchem er aber bald wieder ausbrach. Neun Jahre später, am 11. März 1883, wurde er aufgespürt. Er hatte unter dem Namen „John Schwartze“ in Cheyenne (Wyoming) gelebt. Er unterschrieb am 16. März ein zweites Geständnis und wurde am 13. April des Totschlags für schuldig befunden und zum Tode verurteilt. Dieses wurde im Oktober 1885 rückwirkend aufgehoben und Packer am 6. Juni 1886 nach einem weiteren Verfahren zu vierzig Jahren Haft verurteilt, damals die längste Strafe überhaupt.
Am 8. Februar 1901 wurde er begnadigt und arbeitete fortan bei der Denver Post als Wachmann. Er starb in Deer Creek, Jefferson County, Colorado an „Senilität“.
Verbreitet ist das Gerücht, Packer sei vor seinem Tode Vegetarier geworden. Er liegt begraben in Littleton (Colorado). Sein Grabstein ist der eines Veteranen seines alten Regimentes aus dem Sezessionskrieg.

## Packer in der Populärkultur
- Phil Ochs schrieb „The Ballad of Alferd Packer“ (1964)[6]
- Die dreiteilige Filmreihe The Legend of Alfred Packer (Regie: Jim Roberson) (1980) befasste sich mit Packer[7]
- Die Death-Metal-Band Cannibal Corpse widmete Alfred Packer das Album Eaten Back to Life (1990)
- Das Musical Cannibal! The Musical (1993) von Trey Parker und Matt Stone basiert auf der Lebensgeschichte Packers[7]
- Wendy und Kimberly Spurr verfassten Alfred Packer’s High Protein Cookbook (Grand Junction, Colorado, 1995)[7]
- In der Mensa der University of Colorado in Boulder kann am Alfred Packer Grill gespeist werden[7]